# Marek Wójcicki
Marek Stefan Wójcicki (* 4. März 1960 in Bielsko-Biała) ist ein polnisch-deutscher Rechtswissenschaftler, Wirtschaftswissenschaftler, Informatiker und Unternehmer.

## Leben
Wójcicki besuchte die Grundschule Nr. 5 in Katowice und anschließend das humanistische Gymnasium Nr. 2 von Maria Konopnicka in Katowice. Nach dem Abitur studierte er Rechtswissenschaft (Schwerpunkte Verfassungsrecht, Strafrecht, Zivilrecht und öffentliche Verwaltung) an der Schlesischen Universität.
Wegen antikommunistischer Aktivitäten wurde er nach mehrmaliger Inhaftierung des Landes verwiesen und setzte seine Laufbahn in der Bundesrepublik Deutschland fort. Während des Studiums der Wirtschaftsinformatik an der Universität Erlangen-Nürnberg arbeitete er als Programmierer und anschließend im Rechenzentrum eines deutschen Konzerns. Ein Studium der Betriebswirtschaft gab er für eine Tätigkeit als Wirtschafts- und IT-Berater auf. Außerdem studierte er an der AKAD University und war Gasthörer an der Harvard University.
1992 wurde er für das Unternehmen Price Waterhouse (heute PricewaterhouseCoopers) als Mitglied der Geschäftsführung des deutschen Price Waterhouse Management Consulting Service tätig. Er war für mehrere Monate Tutor und Business Reengineering-Spezialist in Philadelphia und San Francisco (Silicon Valley). Darüber hinaus arbeitete er als Managementberater in Westeuropa, den USA und Südafrika.
1997 wechselte er in die Geschäftsführung von Arthur Andersen Management Consulting in Deutschland mit dem Tätigkeitsschwerpunkt Business Process Reengineering und Informationstechnologie. Im Jahr 2000 erhielt er die amerikanische Auszeichnung „Who is who of professionals“. Ende der 1990er Jahre war er als Partner für New Economy verantwortlich. Er gründete eine Aktiengesellschaft namens Heaven 21, ein Beratungsunternehmen mit IT-Profil, elektronischen Medien und Betriebswirtschaft. Nach dem Zusammenbruch des Unternehmens übertrug er die wichtigsten Beratungsaufträge an die Accont Management Consulting GmbH, für die er immer noch beruflich tätig ist. Als Berater war er für zahlreiche globale Unternehmen tätig.

## Politische Tätigkeiten
Während seines Studiums der Rechtswissenschaften war Wójcicki Mitbegründer und Mitglied des Unabhängigen Studentenverbandes (sog. Studenten-Solidarnosc), zunächst an der Schlesischen Universität, danach auf nationaler Ebene. Nach gesamtpolnischen Entscheidungen über Streiks gegen das kommunistische Regime an den Universitäten im Jahr 1980 wurde er zum Vorsitzenden des Besetzungsstreiks der Fakultät für Rechtswissenschaft an der Schlesischen Universität ernannt. Er wurde Chefredakteur der Streikzeitung, die an alle Universitäten in Schlesien verteilt wurde. Die Streiks endeten am 12. Dezember 1980.
Nach der Einführung des Kriegsrechts in Polen beteiligte er sich an der Organisation von Untergrundstrukturen, die vielerorts auf dem Milieu der oppositionellen Scouts basierte. Er wurde am 17. Februar 1982 verhaftet und dann in der Haftanstalt in Zabrze interniert; im Juni 1982 wurde er entlassen. Im Dezember 1982 wurde er des Landes verwiesen und reiste in die BRD.
Parallel zu seiner beruflichen Beratungsarbeit war er Mitglied in Transparency International und Amnesty International.
In den Jahren 2009–2013 war er Vorsitzender des Bundes der Polen in Deutschland und nahm u. a. im Rahmen des sogenannten „Polnisch-Deutschen Runden Tisches“ an den Gesprächen mit der deutschen Regierung über die Klärung der strittigen Fragen teil, die sich aus der Umsetzung des deutsch-polnischen Nachbarschaftsvertrages ergaben. Im Ergebnis rehabilitierte der Deutsche Bundestag Aktivisten der ehemaligen polnischen Minderheit, insbesondere Mitglieder des Bundes der Polen in Deutschland, die Opfer der NS-Repression geworden waren. Außerdem wurde das Polnische Haus in Bochum, der Sitz des Bundes der Polen in Deutschland, zum Zentrum für Dokumentation der Kultur und Geschichte der Polen in Deutschland.
Er ist Mitglied der Partei FDP in Frankfurt am Main, war deren Vorstandsmitglied in Frankfurt und leitete ebenda eine Arbeitsgruppe mit dem Fokus auf „Digitale Gesellschaft“.

## Veröffentlichungen (Auswahl)
- Sichere Netze. Analysen, Maßnahmen, Koordination. München, Carl Hanser Verlag, 1991, ISBN 3-446-16315-8
- Client/Server. Computerwoche Verlag, 1993, ISBN 3-9803373-2-4
- Integrierte Konzernsteuerung: Methoden, Geschäftsprozesse und IT-Systeme zur Unterstützung der Steuerung globaler Konzerne, München, Carl Hanser Verlag
- Świat należał do nas (Die Welt gehörte uns): portrety wychowanków XXI-go Kadrowego Szczepu Omega. Katowice, Stapis, 2018, ISBN 978-8-37967-069-7
- Po ziemi naszej roześlem harcerzy. Z dziejów harcerstwa polskiego na Górnym Śląsku. red. Krystyna Heska-Kwaśniewicz, Katowice 2007, wydawnictwo Instytutu Pamięci Narodowej
- Chcielismy, żeby wszystko bylo inaczej (Wir wollten, dass alles anders wird): portrety wychowanków XXI-go Kadrowego Szczepu Omega. Katowice, Stapis, 2018